# Jerzy Janiszewski (dziennikarz)
Jerzy Andrzej Janiszewski (ur. 17 września 1944 w Przemyślu, zm. 16 listopada 2019 w Lublinie) – polski dziennikarz muzyczny, prezenter radiowy. Świadek brytyjskiej i amerykańskiej bohemy artystycznej lat 60. XX wieku. Uczestnik Festiwalu w Woodstock.

## Życiorys
Producent i redaktor nagrań w lubelskim radiu (obecnie Radio Lublin) w latach 1969–2012. Dyrektor lubelskiego studia System, potem Hendrix, od I połowy lat 70. do 2006 roku. Menadżer, realizator tras koncertowych i „dobry duch” Urszuli i Budki Suflera. Największy kolekcjoner płyt winylowych we wschodniej Polsce.
Jerzy Janiszewski ukończył studia na wydziale geografii i kartografii UMCS, z pasji został dziennikarzem muzycznym. W czasie studiów (1963) zaangażował się w Akademickim Radiu Centrum w Lublinie. W 1967 roku podczas wygranego konkursu wyjechał w studencką delegację do Birmingham w Wielkiej Brytanii, gdzie zapoznał się z angielską bohemą muzyczną (m.in. z zespołem Procol Harum) i z pracą w londyńskim studiu Abbey Road. W studiu Abbey Road po raz pierwszy poznał Jimiego Hendrixa i zespół The Beatles.

Miałem legitymację studencką radiowca, więc chodziłem po znanych wytwórniach płytowych. Wpisałem się też na listę dystrybucyjną dla DJ-ów i prezenterów, którzy dostawali płyty do grania w radio. Pamiętam jak w styczniu przyszła do mnie debiutancka płyta Pictures of Matchstick Men Status Quo, z dołączonym listem, że nie można było grać jej przez pierwsze dwa miesiące ze względu na ustalenia kontraktowe. Ale my odważyliśmy się zagrać ten album w Radiu Lublin i przegoniliśmy tym samym Radio Luxembourg

W 1967 został pracownikiem Rozgłośni Polskiego Radia w Lublinie. Przed ogłoszeniem stanu wojennego prowadził audycje radiowe w programie II Polskiego Radia. W marcu 1968 współorganizował wspólnie m.in. ze Stanisławem Kierońskim i Zbigniewem Fonczakiem pod Chatką Żaka w Lublinie wiec poparcia dla strajkujących studentów w Warszawie. Wiec przeistoczył się w marsz protestacyjny i przez kolejne dni zorganizowano kolejne manifestacje na Placu Litewskim oraz na terenach KUL-u. Jerzy Janiszewski został przez Milicję Obywatelską aresztowany za udział w manifestacjach i również za to, że był jedną z trzech osób, które posiadały klucze do radiowęzła (w eterze nadawano audycję Radia Wolna Europa). Po kilku tygodniach zwolniono Janiszewskiego z aresztu. W latach 80. współpracował z Radiową Trójką, prowadząc nocne audycje wspólnie m.in. z Piotrem Kaczkowskim czy Piotrem Metzem. W Radiu Lublin prowadził popularną lokalną audycję Poranek z radiem, także Wehikuł Czasu oraz Beatlemania. W latach 90., współpracując z lubelską redaktorką Anną Kaczkowską, prowadził nocne rozmowy ze słuchaczami, a także audycję Barachołka, lansując i promując w sposób humorystyczny muzykę disco polo. W maju 2012 odszedł z Radia Lublin.
Redaktor serii artykułów pt. Budka Suflera Story…, które ukazały się na łamach lubelskiej gazety Kurier Lubelski, poświęconych historii i muzyce Budki Suflera, a także zespołom i artystom im towarzyszącym. Seria liczyła 34 odcinki i ukazywała się w latach 1984–1986. Do dziś jest kompletną i prawdziwą historię zespołu, sięgającą jeszcze okresu końca lat 60.
18 września 2014 brał udział, w roli gościa specjalnego i twórcy sukcesu Budki Suflera, w ich ostatnim koncercie pt. Memu miastu na do widzenia w Lublinie na Placu Zamkowym. Redaktor otrzymał oficjalne podziękowania za całokształt działalności radiowej i za ponad 40-letnią współpracę z Radiem Lublin i z Budką Suflera.
Bez powodzenia kandydował w 2004 i 2014 do Parlamentu Europejskiego (odpowiednio z listy Ogólnopolskiego Komitetu Obywatelskiego „OKO” i Polski Razem Jarosława Gowina), a w 2006 i 2010 do rady miasta Lublin (odpowiednio z ramienia Bloku Obywatelskiego „Kochamy Lublin” i Listy Sierakowskiej – Lewica). Bez powodzenia ubiegał się na stanowisko prezesa Radia Lublin w 2010 i 2015 roku.

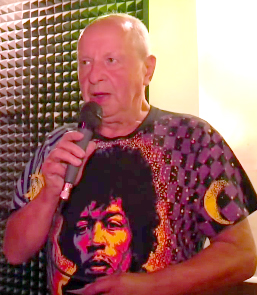
Jerzy Janiszewski podczas Pierwszego Międzynarodowego Zlotu Miłośników Beatlesów w Lublinie w 2016

W roku 2003 został odznaczony Złotym Krzyżem Zasługi.
W latach 1983–2019 był honorowym członkiem Fan Club-u The Beatles w Lublinie - Reaktywacja (PL)

## Wybrane płyty, których Jerzy Janiszewski był producentem lub redaktorem nagrań[21]
- 1980 Ona przyszła prosto z chmur – Budka Suflera
- 1981 Maanam – Maanam
- 1982 Za ostatni grosz – Budka Suflera
- 1983 Urszula – Urszula
- 1984 Malinowy król – Urszula
- 1984 Czas czekania, czas olśnienia – Budka Suflera
- 1985 Martwa woda – Bajm
- 1986 Giganci tańczą – Budka Suflera
- 1986 Chroń mnie – Bajm
- 1992 The Story of Budka Suflera 1974–1989 – Budka Suflera
- 1992 4 Pieces to Go – Budka Suflera
- 1995 Noc – Budka Suflera[22]